# Chiesa di San Michele Arcangelo (Busseto)
La chiesa di San Michele Arcangelo è un luogo di culto cattolico dalle forme barocche situato in piazza Giovannino Guareschi 65 a Roncole Verdi, frazione di Busseto, in provincia di Parma e diocesi di Fidenza; è sede di una parrocchia compresa nel vicariato della Bassa Parmense.

## Storia
L'originario luogo di culto fu innalzato nel 1004 per volere del marchese Adalberto Pallavicino, originario di Massa; la consacrazione avvenne però solo l'8 maggio del 1094. All'epoca la chiesa era conosciuta con il nome di San Michele dei Ronchi e dipendeva dalla diocesi di Parma.
La chiesa fu in seguito modificata in più riprese, tanto da non conservare più alcuna traccia dell'originario edificio; la zona absidale fu interamente ricostruita nel 1509.
Nel 1601, con la nascita della diocesi di Fidenza, l'edificio fu aggregato alla nuova entità ecclesiastica e divenne per circa trecento anni sede di vicariato foraneo.
La facciata fu ricostruita in stile barocco nel 1610, mentre gli interni furono modificati in più riprese.
Numerosi eventi legarono i primi anni di vita di Giuseppe Verdi alla chiesa: il 11 ottobre del 1813 vi ricevette il battesimo; nella primavera del 1814, come ricordato da una lapide commemorativa posta alla base del campanile, sua madre Luigia Uttini, col piccolo in braccio, si rifugiò in cima alla torre, per scampare alla razzie compiute dalle truppe russe e austriache in seguito alla sconfitta dell'esercito napoleonico; il 25 luglio del 1819 il futuro Maestro vi fu cresimato dal vescovo Luigi Sanvitale. Inoltre, per anni Giuseppe Verdi bambino si esercitò suonando l'organo della parrocchiale.
Nel 1964 gli interni dell'edificio furono nuovamente restaurati, riportando alla luce parte degli affreschi originari.

## Descrizione

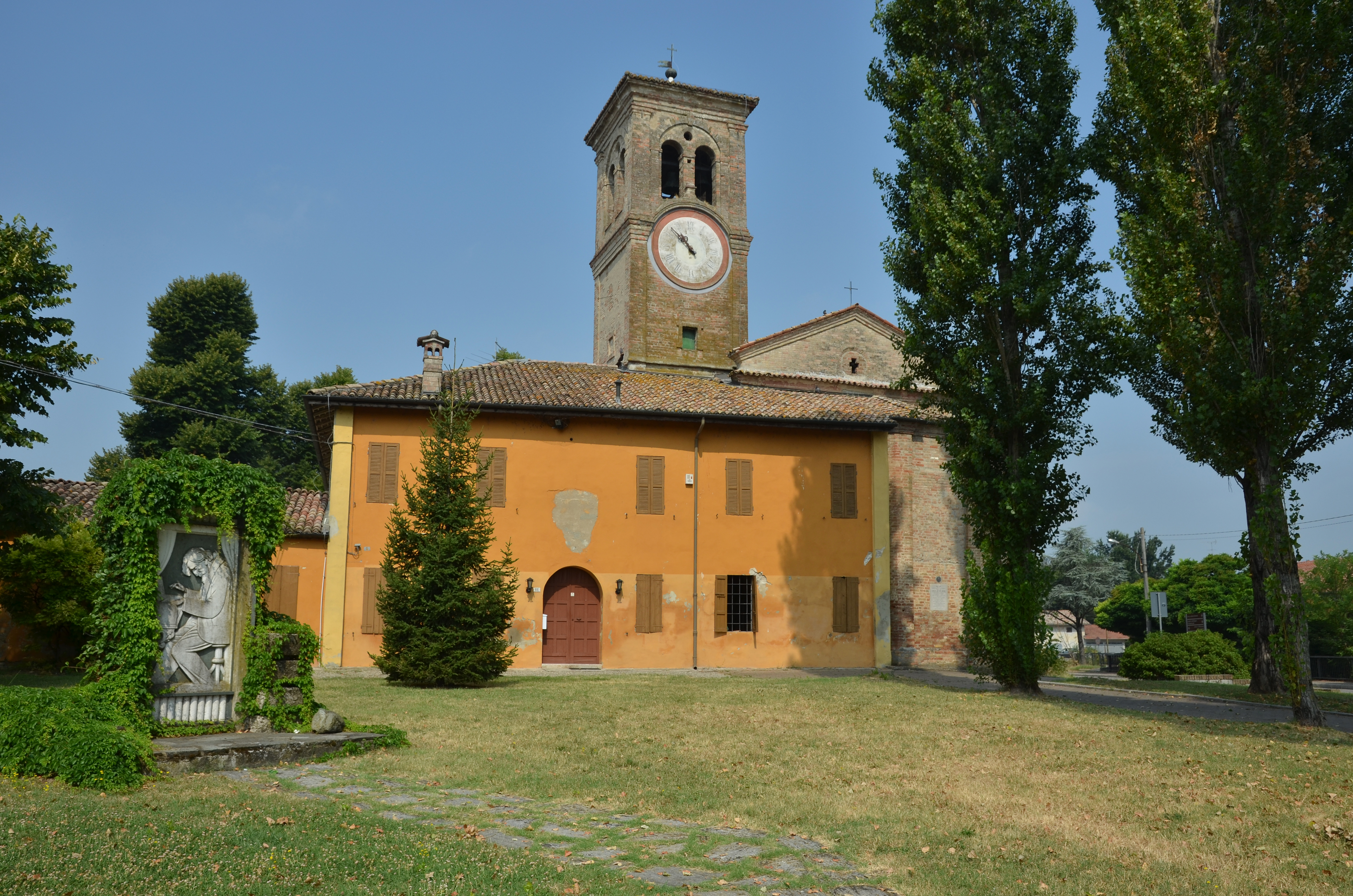
Canonica e zona absidale

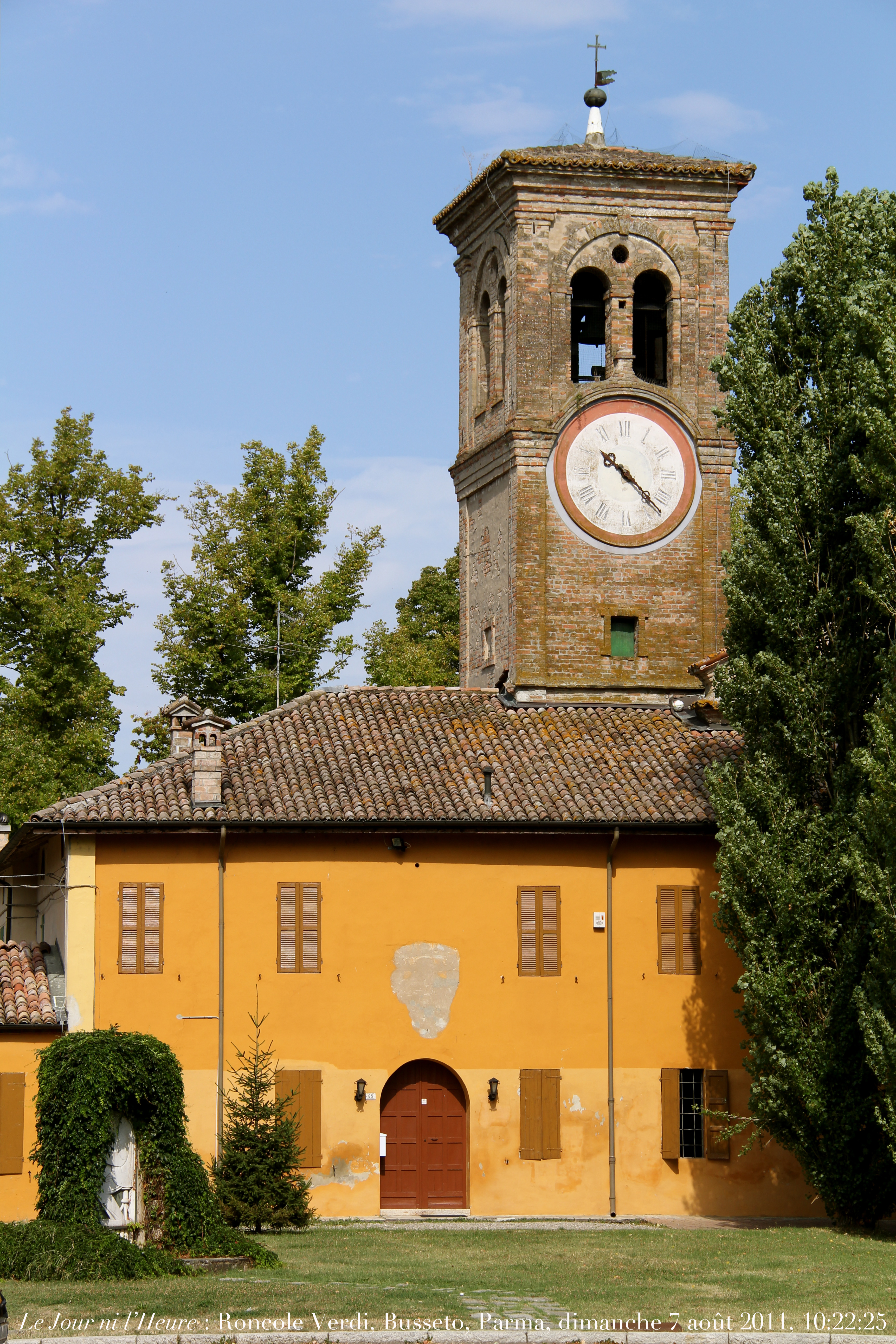
Canonica e torre campanaria

La chiesa si sviluppa su un impianto a tre navate, con l'ingresso principale rivolto ad ovest ed il presbiterio ad est.
La facciata a salienti, interamente intonacata, è caratterizzata dalla semplicità dei tratti; l'ampio portale centrale, con cornice e cimasa in aggetto, è sormontato da una trifora, con apertura mediana ad arco a tutto sesto; ai lati sono collocati i due ingressi secondari, sovrastati da piccole finestre rettangolari. A coronamento del prospetto principale un timpano triangolare racchiude un piccolo rosone.
La zona absidale e la torre campanaria, interamente in laterizio, costituiscono le parti più antiche dell'edificio; l'abside poligonale cinquecentesco è caratterizzato dalla presenza di contrafforti e di un'alta monofora sul lato opposto alla canonica. Il campanile, alto 27 m, fu edificato probabilmente pochi anni prima del 1000 in stile romanico; sulla cella campanaria si aprono sulle quattro fronti altrettante bifore racchiuse da archi a tutto sesto; sul lato posteriore è collocato un grande orologio, di epoca remota; a coronamento un tetto a quattro falde sostituisce l'originario pinnacolo circolare, abbattuto da un fulmine nel XVIII secolo.
All'interno la navata centrale coperta da volta a botte è separata dalle laterali da una serie di arcate a tutto sesto, sostenute da grandi pilastri a base quadrangolare.
In controfacciata sono appesi due grandi dipinti ad olio. Il primo, collocato a destra dell'ingresso principale, raffigura San Pellegrino Laziosi; risalente al XVII secolo, il quadro proviene dalla non più esistente casa religiosa dei Servi di Maria di Soragna. Il secondo, posizionato sul lato opposto rispetto all'accesso centrale, rappresenta L'Immacolata e i santi Sebastiano, Rocco, Antonio da Padova e Margherita da Cortona; l'opera, dipinta dal pittore Pietro Balestra nel 1787, raffigura sullo sfondo la chiesa di San Michele Arcangelo.
La navata destra presenta alcune tracce degli affreschi cinquecenteschi, riapparse durante i restauri novecenteschi; nei pressi del battistero è raffigurato un lacunoso Ecce homo; più avanti campare una pregevole immagine della Pietà, già riaffiorata e restaurata nel 1800; sono poi raffigurati l'Adorazione dei Magi, San Giovanni Battista, la Madonna in trono col Bambino e la Madonna col Bambino e i santi Francesco d'Assisi Antonio di Padova.
Il pilastro di destra tra la seconda e la terza arcata conserva contrapposti altri due affreschi risalenti agli inizi del XVI secolo, che raffigurano rispettivamente la Vergine col Bambino e San Lorenzo diacono e martire.

### Presbiterio
Il presbiterio ospita dal 2006 l'antico altare maggiore in legno dipinto, interamente restaurato, che era stato rimosso nel 1932. Sul retro campeggia al centro dell'abside la pala raffigurante San Michele Arcangelo, dipinta dal pittore Pietro Balestra nella seconda metà del XVIII secolo.
Dietro all'altare ogni anno viene innalzata il giorno del venerdì santo una grande tela, che abbraccia l'intero arco della zona absidale, rappresentante il Calvario, dipinta da Girolamo Magnani nel XIX secolo.
Sulla parete destra del presbiterio sono presenti vari affreschi risalenti prevalentemente al XVI secolo, riaffiorati durante i restauri novecenteschi ma profondamente lacunosi in varie parti. In basso è raffigurata una serie di personaggi, tra i quali un vescovo ed un nobile, realizzata in epoca anteriore rispetto ai dipinti adiacenti; non lontano sono rappresentati all'interno di un arco a festoni i Santi Sebastiano e Rocco, la cui immagine è ripresa anche in un altro affresco dipinto in posizione sottostante, molto danneggiato; più in alto campeggia una grande raffigurazione, quasi intatta, della Crocifissione, in cui compaiono anche san Giovanni Apostolo e la Madonna; è infine raffigurata all'interno di un arco a festoni la Madonna Regina e Madre, rappresentata col Bambino ed alcuni angeli sul contorno.
Sulla fronte opposta uno dei pilastri è decorato con le tracce di un affresco rappresentante la Vergine Madre che allatta Gesù Bambino.
La parete sinistra è dominata dalla cantoria lignea con parapetto mistilineo, che ospita un grande organo, realizzato nel 1797 da Francesco Bossi in sostituzione dell'originario strumento all'epoca ormai inservibile.

### Cappelle laterali
Al termine della navata sinistra si apre la cappella del Santissimo Sacramento, che accoglie dal 2006 l'altare neoclassico in marmo rosso di Verona, con profili in marmo bianco di Carrara e formelle in marmi policromi; al di sopra è collocata la statua raffigurante il Sacro Cuore; l'altare proviene dal presbiterio, ove era stato innalzato nel 1932 in sostituzione di quello ligneo d'epoca remota.
Sul lato opposto, è collocata una piccola cappella al termine della navata destra, interamente ricoperta da affreschi risalenti al XVI secolo, riscoperti durante i restauri novecenteschi. Sulla parete di fondo, sopra all'altare, sono raffigurati, all'interno di una struttura trilitica rinascimentale, la Vergine Madre con i santi Donnino, Sebastiano, Rocco e Michele e, superiormente, la Colomba dello Spirito Santo; l'opera, restaurata anche se marginalmente lacunosa, costituisce una delle più antiche immagini di san Donnino. Sulla destra un arco racchiude un affresco coevo del precedente, rappresentante la Natività, parzialmente danneggiata nella parte centrale.

### Battistero
Il battistero è collocato all'inizio della navata destra, in una cappella innalzata intorno alla metà del XVIII secolo; fino ad allora il fonte battesimale era collocato nella piccola cappella al termine della navata.
Nel 1963, per commemorare il 150º anniversario della nascita di Giuseppe Verdi, che aveva ricevuto il battesimo nella chiesa, il battistero fu completamente restaurato e vi fu apposta una lapide in ricordo dell'evento.

### Organo a canne
L'organo a 736 canne, realizzato nel 1797 dal bergamasco Francesco Bossi, conserva ancora oggi la struttura originaria.
L'unica modifica alla fonica originale di Bossi risale al 1821, quando allo strumento i fratelli Giovanni e Stefano Cavalletti aggiunsero i registi di "Fagotto bassi" e "Oboe soprani"; successivamente l'organo fu riparato nel 1839 e nel 1849 e risistemato nel 1871.
Lo strumento fu poi restaurato interamente nel 1900 da Filippo Tronci con la supervisione di Giuseppe Verdi, che proprio su quello strumento aveva studiato da bambino. Fu nuovamente riparato nel 1924 da Giuseppe Rotelli, nel 1955 da Pasta, nel 1964 dalla ditta Tamburini e infine nel 2000 da Daniele Giani.
L'organo a trasmissione meccanica ha una tastiera di 50 note ed una pedaliera di 13; dispone di 21 registri.